# Burgruine Neidenstein (Hollfeld)
Die Burgruine Neidenstein ist die Ruine einer Höhenburg auf 410 m ü. NN im Stadtteil Neidenstein von Hollfeld in der Fränkischen Schweiz.

## Geschichte
Die Anlage wurde vermutlich im letzten Viertel des 15. Jahrhunderts durch die Herren von Aufseß erbaut. 1488 wurde sie erstmals in einer Urkunde des Christoph von Aufseß erwähnt.
1510 wurde die Burg durch Wilhelm von Aufseß Bischof Georg vom Bistum Bamberg zu Lehen aufgetragen. Aus diesem oder einem anderen Grund kam es in der Familie der Herren von Aufseß zu Streitigkeiten. In diesem Zusammenhang wurden die Burg und das dazugehörende Dorf Gerbersdorf in Neidenstein umbenannt.
Im Bauernkrieg wurde die Burg 1525 vollständig zerstört. Nach dem Wiederaufbau wurde sie im Dreißigjährigen Krieg während der Besetzung durch den Bischof von Bamberg von den Hollfeldern überfallen und verwüstet. 1652/1653 wurde die Burg nur noch als Ruine erwähnt.

## Beschreibung
Vorhanden sind nur noch Reste der Umfassungsmauern sowie die etwa zehn Meter hohe Ruine des dreigeschossigen Palas.

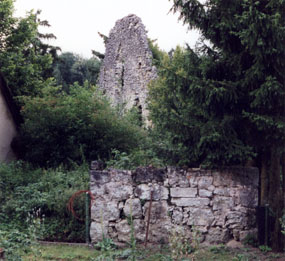
Die Ruine eines Wohngebäudes